# Spin-Nernst-Effekt
Der Spin-Nernst-Effekt ist ein quantenmechanischer Effekt, der in Analogie zum klassischen Nernst-Effekt zu sehen ist.
Wenn entlang eines dünnen Streifens eine Temperaturdifferenz anliegt, werden Elektronen  transversal zum Wärmestrom abgelenkt, und zwar je nach Ausrichtung ihres Spins in entgegengesetzte Richtungen.
Die wesentlichen Unterschiede zum klassischen Nernst-Effekt umfassen dabei:
- Anstelle eines Ladungsstromes fließt ein Spin-Strom. Die beiden gegenüberstehenden Querschnittsflächen sind also z. B. entgegengesetzt spin-polarisiert.
- Es ist kein externes Magnetfeld erforderlich. Der Effekt entsteht durch Spin-Bahn-Kopplung zwischen dem intrinsischen Spin des Elektrons und dem magnetischen Feld, das durch seine Bewegung relativ zum Ionengitter der Festkörpers.[2]

Der Effekt ist analog zum Spin-Hall-Effekt, bei dem ein transversaler Spin-Strom entsteht, wenn ein elektrischer Strom fließt. Da sich die Elektronen beim Spin-Nernst-Effekt in Richtung des Wärmestroms bewegen, aber beim Spin-Hall-Effekt (definitionsgemäß) entgegen der elektrischen Stromrichtung, weist auch der entstehende Spin-Strom in die entgegengesetzte Richtung.
Der Effekt wurde 2017 nachgewiesen.